# اعتراضات تیر ۱۳۸۶ ایران
اعتراضات تیر ۱۳۸۶ در پی سهمیه بندی بنزین در ایران و گران شدن آن به وقوع پیوست. آمار کشته شدگان از سوی مقامات رسماً اعلام نشده اما نمایندگان به نقل از وزیر کشور در جلسه غیر علنی مجلس از کشته شدن سه تن در ناآرامی‌های شب چهارشنبه تهران خبر دادند و دست کم دو مرد و یک زن نیز در جریان اعتراض نسبت به سهمیه بندی بنزین در شهرستان یاسوج مرکز استان کهگیلویه و بویراحمد کشته شده‌اند. تعداد دستگیرشدگان در یاسوج ۱۶۰ نفر اعلام شده‌است.
شروع این اعتراضات در ابتدا گرانی بنزین بود و پس از آن به تظاهراتی علیه دولت و حکومت ایران تبدیل شد. از نکات ویژهٔ این اعتراضات، حضور پررنگتر قشر فرودست در آن است.